# Hugo Schmölz
Hugo Schmölz (Sonthofen, 21 gennaio 1879 – Colonia, 27 aprile 1938) è stato un fotografo tedesco.

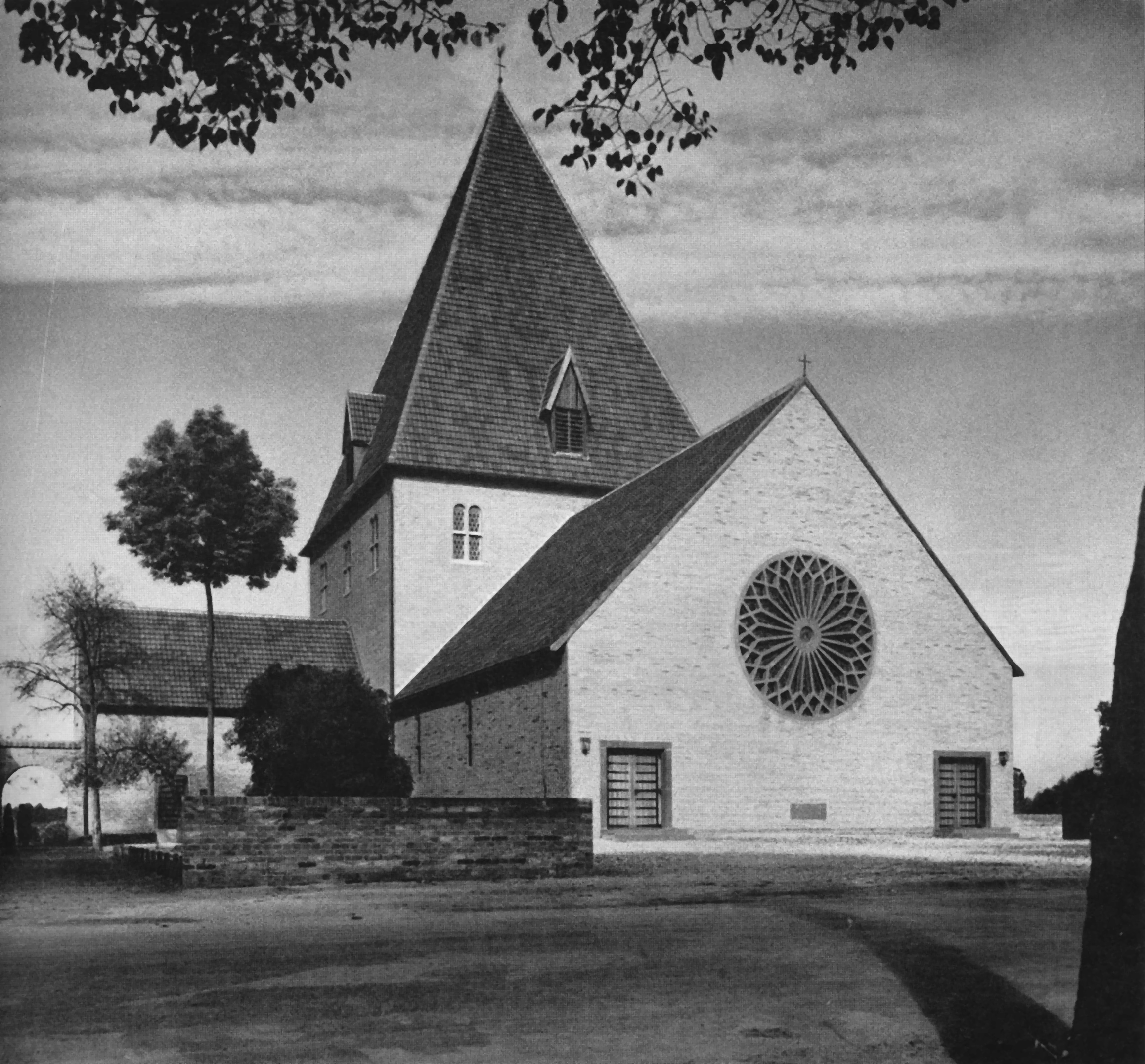
Chiesa di Ringberg, nella città di Hamminkeln. Architetto: Dominikus Böhm. Foto: Hugo Schmölz

Impara la fotografia da Richard Eder e frequenta la Scuola Professionale di Kempten. Dopo il 1896 è assistente in diversi studi e fonda nel 1911 con Eugen Bayer uno studio comune a Colonia-Nippes.
L'attività di Hugo Schmölz si concentra sulla fotografia di architettura e l'architetto Wihelm Riphahn è uno dei suoi principali committenti ma lavora anche per Dominikus Böhm, Theodor Merrilin, Adolf Abel, Bruno Paul e altri.
Il suo stile sobrio e obiettivo e le sue vedute inusuali influenzano fortemente la fotografia d'architettura di tutta la sua epoca.
Nel 1924 si separa da Eugen Bayer per aprire un nuovo atelier fotografico, la Fotowerkstätte Hugo Schmölz che, dopo la sua morte, verrà diretta dal figlio Karl Hugo, anch'egli fotografo.